# Псковский государственный педагогический университет имени С. М. Кирова
Псковский государственный педагогический университет им. С.М. Кирова (ПГПУ) — первое высшее учебное заведение Псковской области, существовавшее в 1932—2010 годах. Вошёл в состав Псковского государственного университета.

## История
- 1 сентября 1874 года — открытие Псковской мужской учительской семинарии — первого педагогического учебного заведения Псковской губернии для подготовки учителей в земских школах.
- Октябрь 1909 года — открыт учительский институт — новое среднее учебное заведение для подготовки учителей городских школ и начальных училищ Министерства народного просвещения.
- Октябрь 1919 года — слияние учительской семинарии и учительского института в Институт народного образования (ИНО) — первое высшее педагогическое учебное заведение Пскова и губернии — для подготовки учителей школ I и II ступеней и политпросветработников.
- 1923 год — сделав один выпуск, преобразован в педагогический техникум — среднее учебное заведение по подготовке учителей школ I ступени и работников дошкольных и политико-просветительных учреждений.
- 17 октября 1932 года — открыт педагогический институт с 5 отделениями: социально-экономическое, физическое, математическое, химическое, биологического. В течение двух лет пединститут и педтехникум работали в одном здании и под руководством одного директора, составляя единое «педагогическое объединение».
- 1934 год — обособление института от техникума, открытие при самостоятельном пединституте двухгодичного учительского института для подготовки учителей семилетних школ. Существовавшие ранее отделения преобразованы в факультеты. В вузе действовали два факультета — физико-математический и естествознания.
- 1936 год — первый выпуск педагогического и учительского институтов: всего до 1941 года вышло 933 специалиста.
- В годы Великой Отечественной войны институт эвакуировался в город Киров и временно прекратил свою деятельность.
- Май 1945 года — восстановление Псковского педагогического и учительского институтов в составе четырёх факультетов: физико-математический, естествознания и добавившиеся исторический и литературный.
- 1952 год — упразднён учительский институт в пользу педагогического института.
- 1956 год — переведен на 5-годичный срок обучения, став готовить учителей широкого профиля,
- 1957 год — в пользу Псковского пединститута упразднён Выборгский, увеличив число преподавателей до 100, а студентов стало больше 1000 человек.
- 1963 год — создан факультет иностранных языков.
- 1970 год — в пользу Псковского пединститута упразднён Великолукский пединститут
- 1977 год — создан факультет начальных классов, позднее из него выделился факультет коррекционной педагогики (затем психолого-педагогический)
- 1997 год — создан факультет технологии и предпринимательства.
- 1982 год — награждение Псковского педагогического института орденом «Знак Почёта» за успехи в подготовке кадров для народного образования, обучении и воспитании студентов Указом Президиума Верховного Совета СССР.
- 1992 год — награждение Псковского государственного педагогического института Почётной грамотой Президиума Верховного Совета Российской Федерации[2]
- В последние годы в институте были открыты новые специальности: социальная работа, практическая психология, музейное дело и охрана памятников, биоэкология, практическая журналистика, связь с общественностью и др.
- 22 марта 2005 года — приказ Федерального агентства по образованию Министерства образования и науки РФ о преобразовании псковского пединститута в «Псковский государственный педагогический университет им. С. М. Кирова».
- Декабрь 2007 года — университету объявлена благодарность Президента Российской Федерации «за заслуги в научно — педагогической деятельности и большой вклад в подготовку квалифицированных специалистов»[3].
- По Распоряжению Председателя Правительства России Владимира Путина № 2440-р от 27 декабря 2010 года был создан Псковский государственный университет. Он был открыт на базе пяти учебных заведений: Псковский государственный педагогический университет, Псковский государственный политехнический институт, Псковский индустриальный техникум, Псковский колледж строительства и экономики и Великолукский строительный колледж[4][5].
- 7 апреля 2011 года ректором формировавшегося Псковского государственного университета назначен заместитель губернатора Псковской области Юрий Демьяненко[6].
- 14 октября 2011 года Псковский государственный университет (ПсковГУ) был внесен в реестр государственных учреждений[7]. 14 октября теперь — день основания нового вуза, Псковского государственного университета[8].
- 25 октября 2011 года состоялась торжественная церемония открытия ПсковГУ[7][8].
- С 28 апреля 2016 года по настоящее время — федеральное государственное бюджетное образовательное учреждение высшего образования «Псковский государственный университет».
- 7 октября 2022 года Первый проректор ПсковГУ поучаствовала в работе форума по вопросам безопасности и сотрудничества России и Беларуси[9].
- 24 октября 2022 года Международный опыт ПсковГУ представили на Конвенте Российской ассоциации международных исследований в МГИМО[10].

## Структура
Псковский государственный педагогический университет им. С.М. Кирова размещён в 4-х корпусах в городе Пскове:
- Основной корпус на пл. Ленина, д.2
- Корпус на ул. Л.Поземского, д.6 (ИФ, ВБШ)
- Корпус на ул. Советской, д.21 (ЕГФ, ФП) — здание бывшей Псковской духовной семинарии, в части которого 18 августа 2010 года святейший Патриарх Московский и всея Руси Кирилл, посетив ПГПУ им. С.М. Кирова, совершил чин малого освящения восстановленного Храма Трех святителей[11].
- Корпус на ул. Некрасова, д.24 (ФФ, ЮФ)

К вузу относятся 2 общежития (на ул. К.Маркса, д.1 у основного корпуса университета и на ул. Воеводы Шуйского (К.Либкнехта), д.6)

## Факультеты
В университете действуют 11 факультетов:
- Естественно-географический факультет (ЕГФ) — 1932 год создания
- Исторический факультет (ИФ) — 1945 год создания (в 1956-1963 гг. в составе историко-филологического факультета)
- Факультет иностранных языков (ИНЯ) — 1963 год создания
- Факультет образовательных технологий (ФОТ) — с 1978 года как факультет начального обучения (начальных классов), с 2000 года — факультет начального образования, с 2009 года — ФОТ
- Факультет психологии (ФП) — с 1996 года как факультет коррекционной и дошкольной педагогики, с 1999 года — психолого-педагогический факультет, с 2008 года — ФП
- Факультет социальных технологий (ФСТ) — 2008 год создания
- Факультет технологии и дизайна (ФТиД) — 1997 год создания как факультет технологии и предпринимательства, с 2008 года — ФТиД
- Физико-математический факультет (ФМФ) — 1932 год создания
- Филологический факультет (ФФ) — 1945 год создания (сперва как литературный, в 1956-1963 гг. в составе историко-филологического факультета)
- Юридический факультет (ЮФ) — 2009 год создания
- Высшая бизнес школа — факультет менеджмента (ВБШ) — 2008 год создания

## Аспирантура
В аспирантуре ПГПУ велось обучение по 15-ти специальностям.

## Международная деятельность
Псковский государственный педагогический университет им. С.М. Кирова ведёт активную международную деятельность и сотрудничает с вузами в Беларуси, Эстонии, Латвии, Литве, Украине, Швеции, Китае.
Основные направления международной деятельности университета:
- повышение академического стандарта университета в исследовательской и образовательной сферах путём развития международных связей;
- установление долговременных деловых контактов с высшими учебными заведениями с целью развития совместных образовательных и научных проектов;
- повышение профессионального уровня профессорско-преподавательского состава;
- совершенствование учебного процесса;
- повышение международного авторитета университета
- обмен студентами и преподавателями